# Uranocene
Uranocene è il nome comune del composto organometallico di formula U(η8-C8H8)2. È il più famoso composto del cicloottatetraene con metalli del blocco f, e uno dei primi composti organometallici dell'uranio sintetizzati. In condizioni normali è un solido cristallino di colore verde, paramagnetico e piroforico, che non reagisce con l'acqua a temperatura ambiente. L'uranocene è il più studiato sistema [8]annulene-metallo.

## Nomenclatura
Il nome uranocene è fortemente sconsigliato dalla IUPAC per il composto U(η8-C8H8)2. Il suffisso -ocene come in ferrocene, cobaltocene e in genere tutti i metalloceni, andrebbe utilizzato solo per composti a sandwich utilizzanti il legante ciclopentadienile (η5-C5H5).

## Sintesi
L'uranocene fu preparato per la prima volta facendo reagire tetracloruro di uranio e cicloottatetraenuro di potassio:
{\displaystyle {\ce {2K + C8H8 -> K2(C8H8)}}}
{\displaystyle {\ce {2K2(C8H8) + UCl4 -> U(C8H8)2 + 4KCl}}}

## Struttura
La molecola si considera costituita da un catione U4+ e da due anelli C8H82–. Gli anelli cicloottatetraenuro sono planari, come previsto dato che contengono 10 elettroni π, e sono tra loro paralleli, formando un composto a sandwich con l'atomo di uranio al centro. Allo stato solido i due anelli sono in conformazione eclissata, e la molecola ha simmetria molecolare D8h. In soluzione gli anelli possono ruotare perché la barriera rotazionale è piccola.
Misure di spettroscopia fotoelettronica hanno mostrato che il legame uranio-cicloottatetraene è dovuto in primo luogo alla combinazione di orbitali 6d dell'uranio con orbitali π dei leganti, che donano densità di carica all'uranio. Gli orbitali 5f dell'uranio sono meno coinvolti. Calcoli teorici sono in accordo con questo risultato.

## Composti simili
Si conoscono composti con formula M(η8-C8H8)2 anche per neodimio, terbio, itterbio, torio, protoattinio, nettunio e plutonio. Composti simili comprendono anche il derivato U(η8-C8H4Ph4)2, stabile all'aria, e la specie cicloeptatrienilica [U(η7-C7H7)2]–.

## Indicazioni di sicurezza
L'uranocene non è disponibile in commercio. Il composto non è classificato esplicitamente nella Direttiva 67/548/CE, ma come composto dell'uranio va considerato molto tossico e pericoloso per l'ambiente, nonché radioattivo.